# Salzzitronen

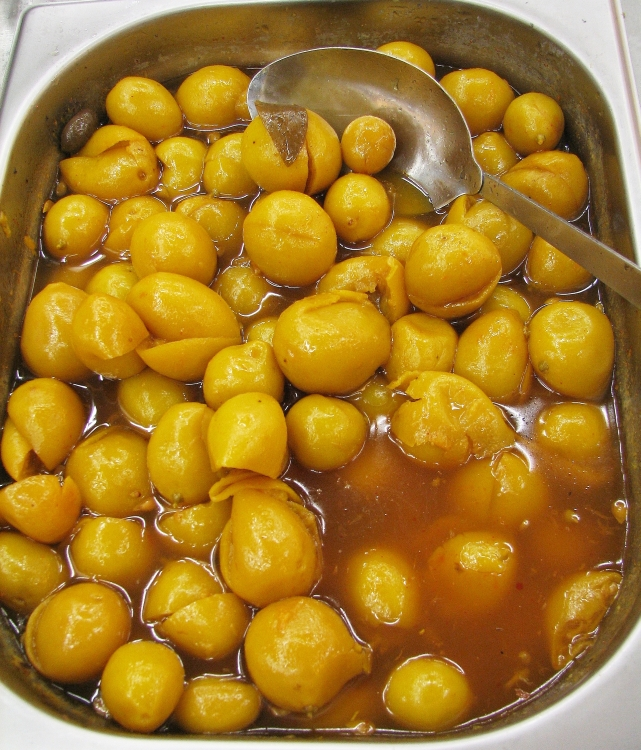
Eingelegte Zitronen

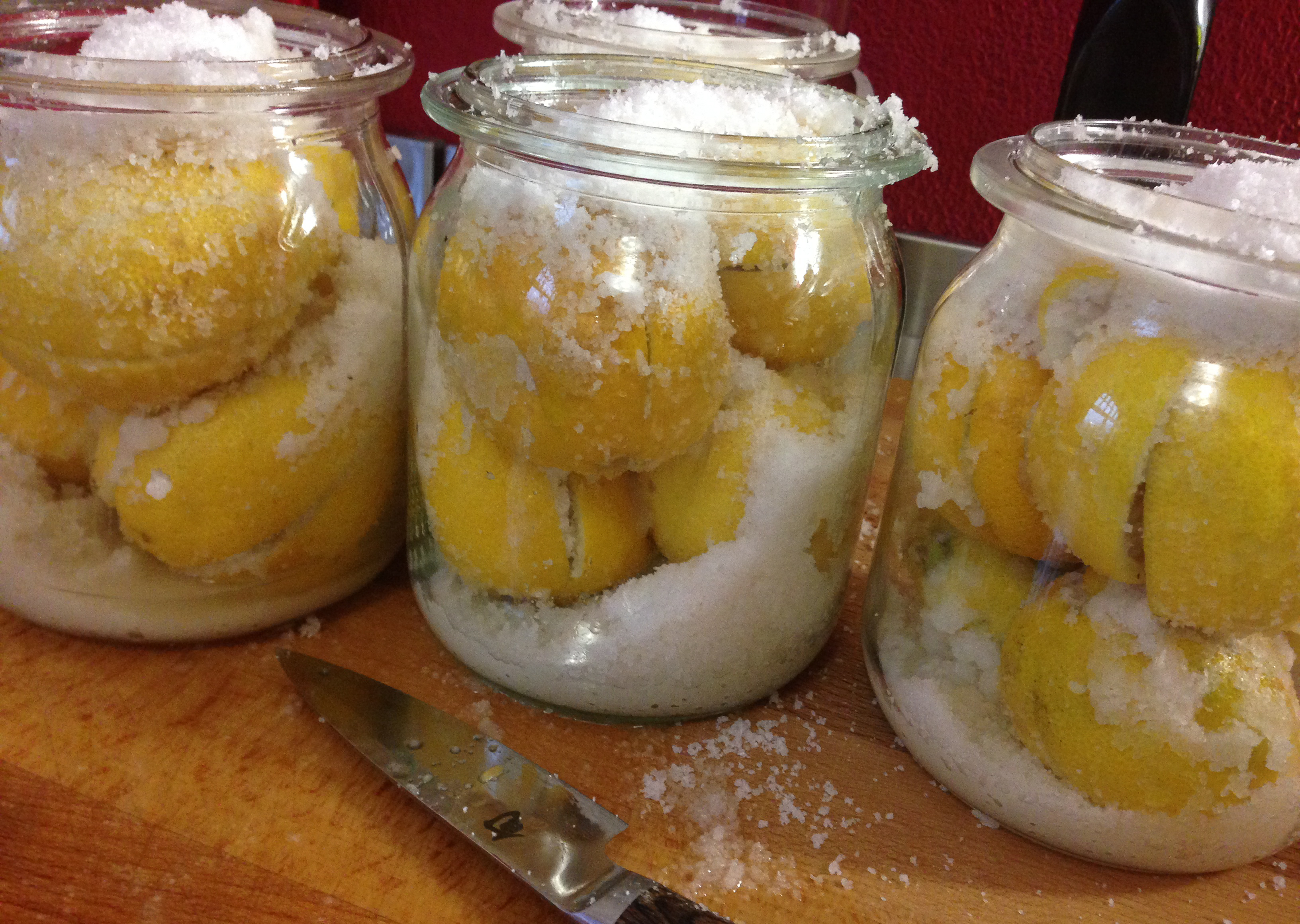
Einsalzen der Zitronen

Salzzitronen sind eine Spezialität der nordafrikanischen Küche Marokkos. Die in Salzlake eingelegten Zitronen sind ein wichtiges Charakteristikum und eine tragende Zutat der marokkanischen Landesküche.

## Herstellung
Die ungespritzten, dünnschaligen Zitronen werden zunächst abgewaschen und – einem Teil der Rezepte folgend – drei bis vier Tage gewässert. Anschließend wird die Fruchtoberfläche mit einem Messer eingeschnitten. Je nach Rezeptvariante geschieht dies durch Einschnitte in das Fruchtfleisch unter Auslassung bestimmter Stellen – einer Zitronenspitze oder des Inneren –, um den Zusammenhalt der Fruchtteile zu gewährleisten. Danach werden die Schnittflächen mit grobem Meersalz angefüllt.
Nach erfolgter Präparation werden die Zitronen in ein verschließbares Gefäß gefüllt, das anschließend mit Zitronensaft und kochendem Wasser aufgefüllt wird. Nach Gusto kann auch eine Zugabe von weiteren Geschmackszutaten und Gewürzen erfolgen, vorzugsweise Zimt, Lorbeer, Koriandersamen, Pfeffer, Nelken oder (Zitronen-)Olivenöl.
Die vollständig von Flüssigkeit bedeckten Salzzitronen müssen vier Wochen in dem verschlossenen Behältnis lagern, bevor das gewünschte Resultat erreicht wird.

## Verwendung
Salzzitronen bilden mit ihrem im Gegensatz zu uneingelegten Zitronen weniger säurelastigen Geschmack und ihrer gallertartigen Konsistenz eine der wichtigsten Geschmackszutaten der marokkanischen Küche. Ihr Anwendungsbereich erstreckt sich über die Aromatisierung von Salaten, Couscous sowie fisch- und fleischhaltigen Tajine-Gerichten. Durch den hohen Salzgehalt ist eine weitere Zugabe von Salz oftmals unnötig.
Die Lake, die durch den Herstellungsprozess eine dickflüssige Konsistenz angenommen hat, kann ebenfalls zur Würzung oder als Essigersatz verwendet werden.

## Weblink
- Rezept